# Tim Taylor (hockey sur glace)
Tim Taylor (né le 6 février 1969 à Stratford dans la province d'Ontario au Canada) est un joueur professionnel canadien de hockey sur glace. Il évoluait au poste de centre. Il a un frère, Chris, qui est également joueur de hockey professionnel.

## Biographie
Après avoir joué deux saisons en tant que junior avec les Knights de London de la Ligue de hockey de l'Ontario, Tim Taylor est repêché par les Capitals de Washington à la 36e position du repêchage d'entrée dans la LNH 1988.
Il joue une autre saison avec les Knights puis rejoint les rangs professionnels en jouant pour les Skipjacks de Baltimore, club-école des Capitals dans la Ligue américaine de hockey. Après trois saisons et demie avec les Skipjacks, il est échangé lors de la saison 1992-1993 par les Capitals aux Canucks de Vancouver en retour d'Eric Murano. Il continue à évoluer dans la LAH en jouant pour les Canucks de Hamilton.
En juillet 1993, il signe en tant qu'agent libre aux Red Wings de Détroit et joue la quasi-totalité de la saison 1993-1994 dans la LAH avec les Red Wings de l'Adirondack ; il réalise statistiquement sa meilleure saison en récoltant 117 points et remporte le trophée John-B.-Sollenberger remis à ce chapitre en plus d'être nommé dans la première équipe d'étoiles de la ligue. Lors de cette même saison, il fait ses débuts dans la Ligue nationale de hockey avec Détroit en jouant un match contre les Canadiens de Montréal en décembre 1993 et marque même un but.
Il joue 3 autres saisons avec les Red Wings de Détroit et remporte en 1997 la Coupe Stanley avec l'équipe. Il joue par la suite deux saisons avec les Bruins de Boston puis deux autres avec les Rangers de New York avant d'être échangé au Lightning de Tampa Bay contre Kyle Freadrich et Nils Ekman à l'été 2001.
Il remporte une deuxième fois la Coupe Stanley après que l'équipe 2003-2004 du Lightning ait vaincu les Flames de Calgary en finale. En 2006, il est nommé capitaine du Lightning. En septembre 2007, il se remet d'une opération à la hanche et manque la totalité de la saison 2007-2008. Il se retire de la compétition à la suite de cette saison.
Le 22 juin 2011, il est nommé directeur du développement des joueurs des Blues de Saint-Louis.

## Statistiques
| Saison     | Équipe                    | Ligue      |     | Saison régulière | Saison régulière | Saison régulière | Saison régulière | Saison régulière |    | Séries éliminatoires | Séries éliminatoires | Séries éliminatoires | Séries éliminatoires | Séries éliminatoires |
| Saison     | Équipe                    | Ligue      | PJ  | B                | A                | Pts              | Pun              | PJ               | B  | A                    | Pts                  | Pun                  |                      |                      |
| 1986-1987  | Knights de London         | LHO        | 34  | 7                | 9                | 16               | 11               | -                | -  | -                    | -                    | -                    |                      |                      |
| 1987-1988  | Knights de London         | LHO        | 64  | 46               | 50               | 96               | 66               | 12               | 9  | 9                    | 18                   | 26                   |                      |                      |
| 1988-1989  | Knights de London         | LHO        | 61  | 34               | 80               | 114              | 93               | 21               | 21 | 25                   | 46                   | 58                   |                      |                      |
| 1989-1990  | Skipjacks de Baltimore    | LAH        | 74  | 22               | 21               | 43               | 63               | 9                | 2  | 2                    | 4                    | 13                   |                      |                      |
| 1990-1991  | Skipjacks de Baltimore    | LAH        | 79  | 25               | 42               | 67               | 75               | 5                | 0  | 1                    | 1                    | 4                    |                      |                      |
| 1991-1992  | Skipjacks de Baltimore    | LAH        | 65  | 9                | 18               | 27               | 131              | -                | -  | -                    | -                    | -                    |                      |                      |
| 1992-1993  | Skipjacks de Baltimore    | LAH        | 41  | 15               | 16               | 31               | 49               | -                | -  | -                    | -                    | -                    |                      |                      |
| 1992-1993  | Canucks de Hamilton       | LAH        | 36  | 15               | 22               | 37               | 37               | -                | -  | -                    | -                    | -                    |                      |                      |
| 1993-1994  | Red Wings de l'Adirondack | LAH        | 79  | 36               | 81               | 117              | 86               | 12               | 2  | 10                   | 12                   | 12                   |                      |                      |
| 1993-1994  | Red Wings de Détroit      | LNH        | 1   | 1                | 0                | 1                | 0                | -                | -  | -                    | -                    | -                    |                      |                      |
| 1994-1995  | Red Wings de Détroit      | LNH        | 22  | 0                | 4                | 4                | 16               | 6                | 0  | 1                    | 1                    | 12                   |                      |                      |
| 1995-1996  | Red Wings de Détroit      | LNH        | 72  | 11               | 14               | 25               | 39               | 18               | 0  | 4                    | 4                    | 4                    |                      |                      |
| 1996-1997  | Red Wings de Détroit      | LNH        | 44  | 3                | 4                | 7                | 52               | 2                | 0  | 0                    | 0                    | 0                    |                      |                      |
| 1997-1998  | Bruins de Boston          | LNH        | 79  | 20               | 11               | 31               | 57               | 6                | 0  | 0                    | 0                    | 10                   |                      |                      |
| 1998-1999  | Bruins de Boston          | LNH        | 49  | 4                | 7                | 11               | 55               | 12               | 0  | 3                    | 3                    | 8                    |                      |                      |
| 1999-2000  | Rangers de New York       | LNH        | 76  | 9                | 11               | 20               | 72               | -                | -  | -                    | -                    | -                    |                      |                      |
| 2000-2001  | Rangers de New York       | LNH        | 38  | 2                | 5                | 7                | 16               | -                | -  | -                    | -                    | -                    |                      |                      |
| 2001-2002  | Lightning de Tampa Bay    | LNH        | 48  | 4                | 4                | 8                | 25               | -                | -  | -                    | -                    | -                    |                      |                      |
| 2002-2003  | Lightning de Tampa Bay    | LNH        | 82  | 4                | 8                | 12               | 38               | 11               | 0  | 1                    | 1                    | 6                    |                      |                      |
| 2003-2004  | Lightning de Tampa Bay    | LNH        | 82  | 7                | 15               | 22               | 25               | 23               | 2  | 3                    | 5                    | 31                   |                      |                      |
| 2005-2006  | Lightning de Tampa Bay    | LNH        | 82  | 7                | 6                | 13               | 22               | 5                | 0  | 0                    | 0                    | 2                    |                      |                      |
| 2006-2007  | Lightning de Tampa Bay    | LNH        | 71  | 1                | 5                | 6                | 16               | 6                | 0  | 0                    | 0                    | 0                    |                      |                      |
| Totaux LNH | Totaux LNH                | Totaux LNH | 746 | 73               | 94               | 167              | 433              | 89               | 2  | 12                   | 14                   | 73                   |                      |                      |

## Trophées et honneurs personnels
- 1993-1994 : 
  - nommé dans la première équipe d'étoiles de la LAH
  - vainqueur du trophée John-B.-Sollenberger remis au meilleur pointeur de la LAH
- 1996-1997 : champion de la Coupe Stanley avec les Red Wings de Détroit
- 2003-2004 : champion de la Coupe Stanley avec le Lightning de Tampa Bay